# Katalin Benkő
Katalin Benkő (* 12. Mai 1941 in Budapest; † 16. März 2023 ebenda) war eine ungarische Kanutin.

## Karriere
Katalin Benkő belegte bei den Olympischen Sommerspielen 1964 in Tokio zusammen mit Mária Róka in der Regatta mit dem K-2 über 500 m den siebten Platz. Bei den Weltmeisterschaften 1966 in Ost-Berlin gewann sie zusammen mit Anna Pfeffer Bronze über die gleiche Distanz.